# Nachal Javal
Nachal Javal (hebrejsky נחל יבל) je vádí v severní části Negevské pouště, respektive na pomezí Negevu a jižní části Judských hor (Hebronské hory) v jižním Izraeli.
Začíná v nadmořské výšce přes 400 metrů severovýchodně od vesnice Šomrija v údolí Bik'at Javal na pomezí Izraele a Západního břehu Jordánu. Vede k jihu podél dna údolí přičemž z východu míjí vrch Giv'at Moran, z jihu obchází vesnici Šomrija a za ní ústí zprava do vádí Nachal Kelach.